# Metroxylon vitiense
Metroxylon vitiense (лат.) — вид из рода Метроксилон (Metroxylon) семейства Пальмовые (Arecaceae). Эндемик островов Фиджи.
Фиджийские названия — сонго (фидж. songo), сонга (фидж. songa), ниу-сориа (фидж. niu soria).

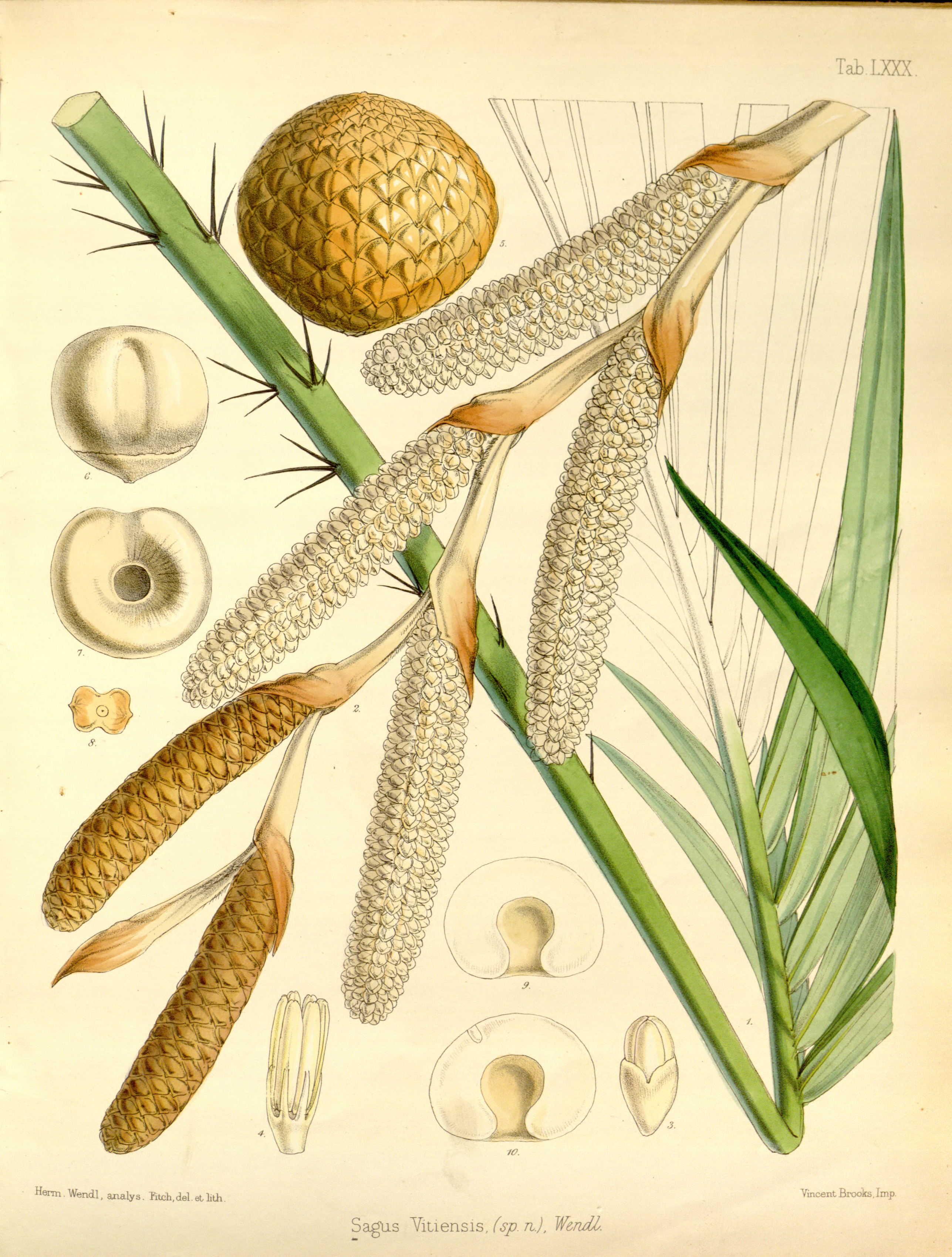
Ботаническая иллюстрация

## Биологическое описание
Дерево высотой до 15 м. Диаметр ствола — 1 м. Пластинки листа расположены вертикально. Их длина достигает 5 м. Черешок листа колючий. После достижения зрелости (примерно в 15 лет) на дереве появляются крупные соцветия высотой 2—4 м. На каждом из соцветий имеется от 20 и более ответвлений с несколькими колосками длиной до 10 см. Через 12—15 месяцев на месте цветков появляются шаровидные или яйцевидные плоды длиной 6,5 см и диаметром 6 см. Монокарпическое растение, ко времени, когда плоды начинают падать с дерева, все листья погибают, а через некоторое время гибнет и всё растение.

## Распространение
Растение является эндемиком островов Фиджи. В настоящее время произрастает в юго-восточной части острова Вити-Леву, а также на острове Овалау. Кроме того, имеются небольшие скопления растения на острове Вануа-Леву недалеко от города Савусаву.
Произрастает преимущественно в болотистых местностях: в долинах, расположенных выше прибрежных болот, а также в прибрежных низменностях.

## Использование
Фиджийцы используют это дерево в строительстве (традиционных фиджийских домов буре). Сердцевина дерева широко используется фиджи-индийцами при производстве саго.